# شهاب سنگ سیخوت-آلین
در جنوب شرقی روسیه، در سال ۱۹۴۷ یک شهاب سنگ آهنی بر روی کوه‌های سیخوت-آلین سقوط کرد. سقوط‌های بزرگ شهاب سنگ آهنی مشاهده شده و قطعاتی از آن بازیابی شده است، اما هرگز در تاریخ ثبت شده، سقوطی با این بزرگی رخ نداده است. تخمین زده می‌شود که ۲۳ تن (۲۵ تن کوچک؛ ۵۱٬۰۰۰ پوند) از قطعات، از عبور آتشین از جو جان سالم به در برده و به زمین رسیده‌اند.

## تأثیر

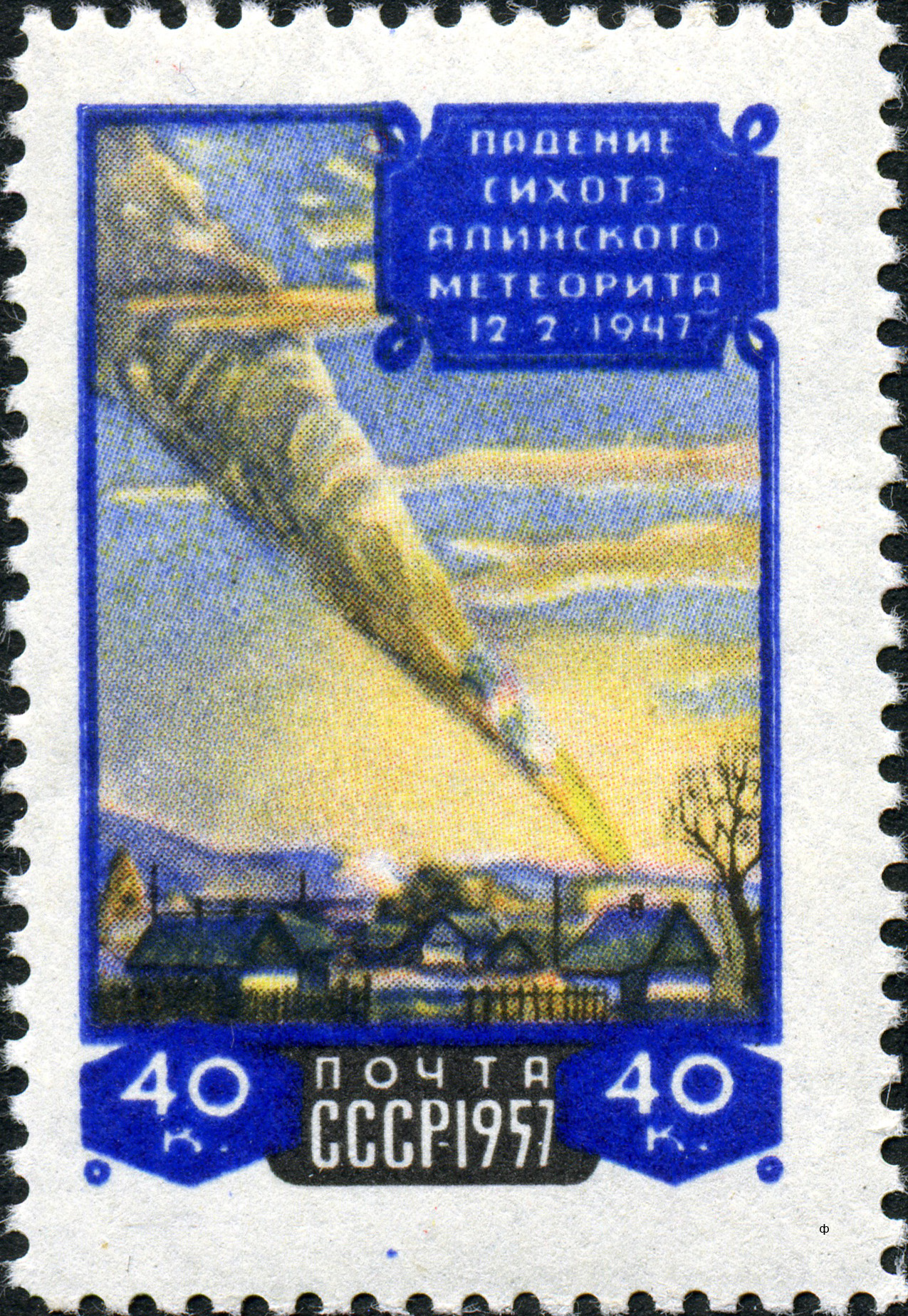
تمبر دهمین سالگرد. این تمبر، نقاشی‌ای از پی.جی. مدودف را بازتولید می‌کند.

حدود ساعت ۱۰:۳۰ صبح ۱۲ فوریه ۱۹۴۷، شاهدان عینی در کوه‌های سیخوت-آلین، پریموری، اتحاد جماهیر شوروی، یک شهاب سنگ بزرگ درخشان‌تر از خورشید را مشاهده کردند که از شمال بیرون آمد و با زاویه حدود ۴۱ درجه فرود آمد. برق درخشان و صدای بلند سقوط آن تا شعاع ۳۰۰ کیلومتر (۱۹۰ مایل) مشاهده شد. در اطراف نقطه برخورد نه چندان دور از لوچگورسک و تقریباً ۴۴۰ کیلومتر (۲۷۰ مایل) در شمال شرقی ولادی وستوک. یک رد دود، تخمین زده می‌شود ۳۲ کیلومتر (۲۰ مایل) به مدت طولانی، چندین ساعت در آسمان باقی ماند.
همان‌طور که شهاب سنگ، با سرعت حدود ۱۴ کیلومتر بر ثانیه (۸٫۷ مایل بر ثانیه)، وارد جو شد، شروع به متلاشی شدن کرد و قطعات به هم برخورد کردند و برخی از آنها ۶ متر (۲۰ فوت) دفن شدند. عمق. در ارتفاع حدود ۵٫۶ کیلومتر (۳٫۵ مایل)، ظاهراً بزرگ‌ترین توده در انفجاری به نام انفجار هوایی متلاشی شده است.
در ۲۰ نوامبر ۱۹۵۷ اتحاد جماهیر شوروی تمبری را به مناسبت دهمین سالگرد بارش شهاب سنگ سیخوت-آلین منتشر کرد. این تمبر، نقاشی از پی.آی. مدودف، هنرمند شوروی که شاهد سقوط بود، را بازتولید می‌کند: او در پنجره خود نشسته بود و شروع به طراحی می‌کرد که ناگهان گوی آتشین ظاهر شد و بلافاصله شروع به کشیدن آنچه دید، کرد.

## مدار
از آنجا که این شهاب سنگ در طول روز سقوط کرد، توسط بسیاری از شاهدان عینی مشاهده شد. ارزیابی این داده‌های رصدی به وی.جی. فسنکوف، رئیس وقت کمیته شهاب سنگ آکادمی علوم اتحاد جماهیر شوروی، اجازه داد تا مدار شهاب سنگ را قبل از برخورد با زمین تخمین بزند. این مدار بیضی شکل بود و نقطه بیشترین فاصله آن از خورشید در کمربند سیارک‌ها قرار داشت، مشابه بسیاری از اجرام کوچک دیگر که از مدار زمین عبور می‌کنند. چنین مداری احتمالاً در اثر برخوردهایی در کمربند سیارک‌ها ایجاد شده است.

## توده
سیخوت-آلین یک سقوط عظیم است که جرم پیش از ورود به جو آن تقریباً ۹۰ تن (۹۹ تن کوچک؛ ۲۰۰٬۰۰۰ پوند) تخمین زده می‌شود. تخمین جدیدتری که توسط تسوتکوف (و دیگران) انجام شده، جرم آن را حدود ۱۰۰ تن (۱۱۰ تن کوچک؛ ۲۲۰٬۰۰۰ پوند) قرار می‌دهد.
کرینوف جرم پس از جو این شهاب‌سنگ را حدود ۲۳٬۰۰۰ کیلوگرم (۵۱٬۰۰۰ پوند) تخمین زد.

## میدان پراکنده و دهانه‌های آتشفشانی
میدان پراکنده شده برای این شهاب سنگ، ناحیه‌ای بیضوی به مساحت حدود ۱٫۳ کیلومتر مربع (۰٫۵۰ مایل مربع) برخی از قطعات دهانه‌های برخوردی ایجاد کردند که بزرگ‌ترین آنها حدود ۲۶ متر (۸۵ فوت) بود. در عرض و ۶ متر (۲۰ فوت) عمق. قطعاتی از شهاب سنگ نیز به درختان اطراف رانده شده و در آنها فرورفته بودند.

## ترکیب و طبقه‌بندی

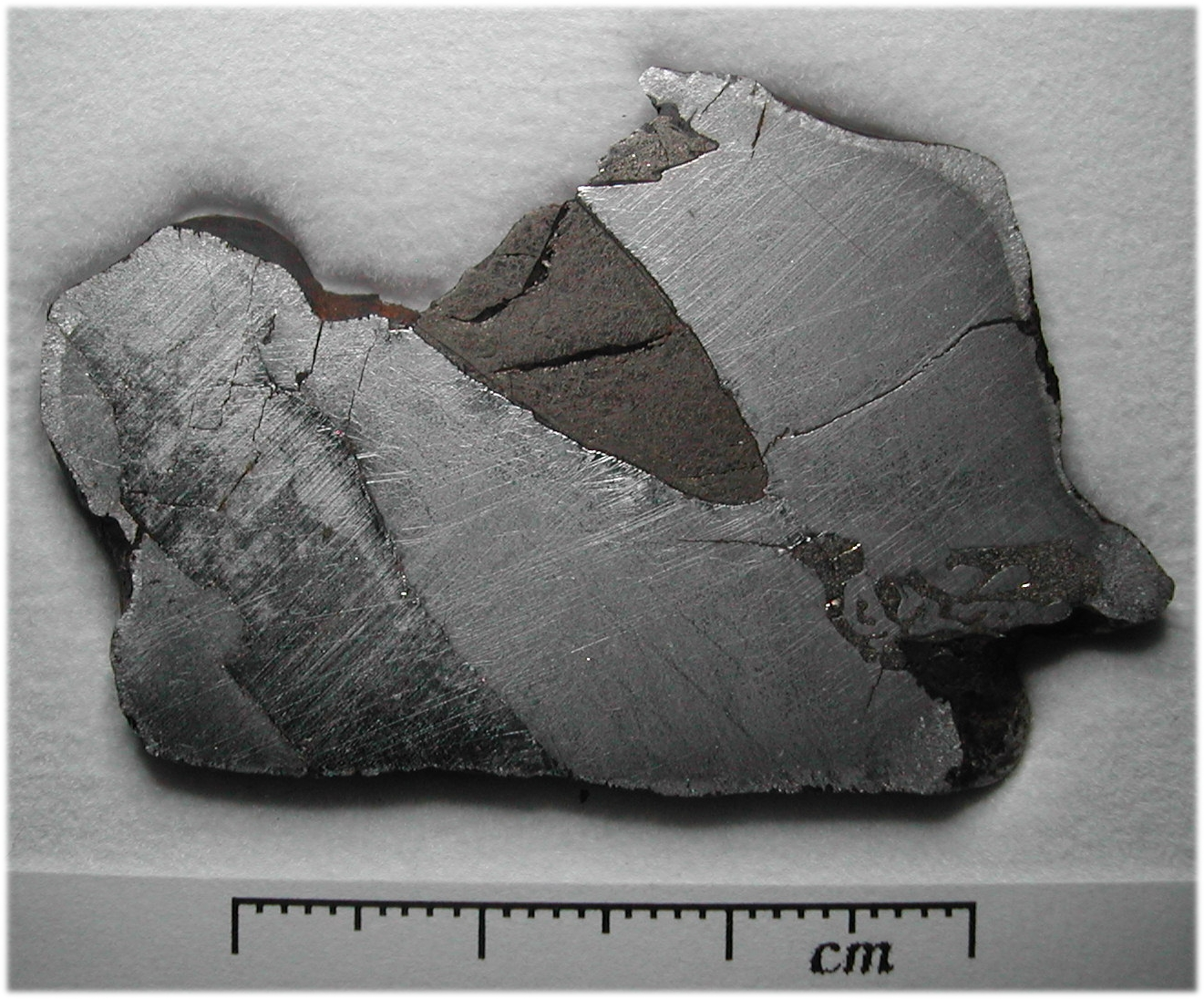
بخش

شهاب سنگ سیخوت-آلین به عنوان یک شهاب سنگ آهنی متعلق به گروه شهاب سنگ و با ساختار هشت وجهی درشت طبقه‌بندی می‌شود. این شهاب سنگ تقریباً از ۹۳٪ آهن، ۵٫۹٪ نیکل، ۰٫۴۲٪ کبالت، ۰٫۴۶٪ فسفر و ۰٫۲۸٪ گوگرد و مقادیر کمی ژرمانیوم و ایریدیوم تشکیل شده است. مواد معدنی موجود در آن شامل تائنیت، پلیسیت، ترولیت، کرومیت، کاماسیت و شرایبرسیت است.

## نمونه‌ها
نمونه‌های شهاب سنگ سیخوت-آلین اساساً از دو نوع هستند:
1. انگشت‌نگاری شده یا رگماگلیپتی، که پوسته همجوشی و نشانه‌هایی از فرسایش جوی را نشان می‌دهند
2. نمونه‌های ترکش یا تکه‌تکه شده، قطعات تیز و لبه‌دار فلز پاره شده که شواهدی از تکه‌تکه شدن شدید را نشان می‌دهند

نوع اول احتمالاً در اوایل فرود از جسم اصلی جدا شده است. این قطعات با رگماگلیپت‌ها (حفره‌هایی شبیه اثر انگشت شست) روی سطح هر نمونه مشخص می‌شوند. نوع دوم قطعاتی هستند که یا در طول انفجارهای جوی پاره شده‌اند یا در اثر برخورد با زمین یخ‌زده از هم پاشیده‌اند. بیشتر آنها ناشی از انفجار در ارتفاع ۵٫۶ کیلومتری (۳٫۵ مایلی) بوده‌اند.

یک نمونه بزرگ در مسکو به نمایش گذاشته شده است. بسیاری از نمونه‌های دیگر توسط آکادمی علوم روسیه نگهداری می‌شوند و بسیاری از نمونه‌های کوچکتر در بازار کلکسیونرها وجود دارد.

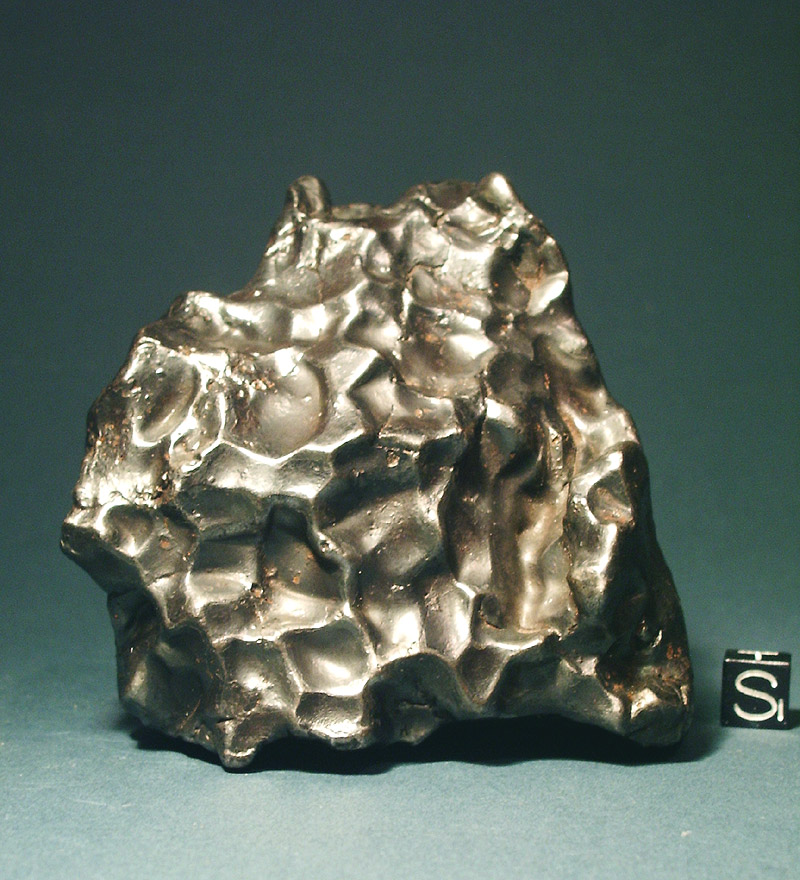
فرد انگشت‌نگاری شده
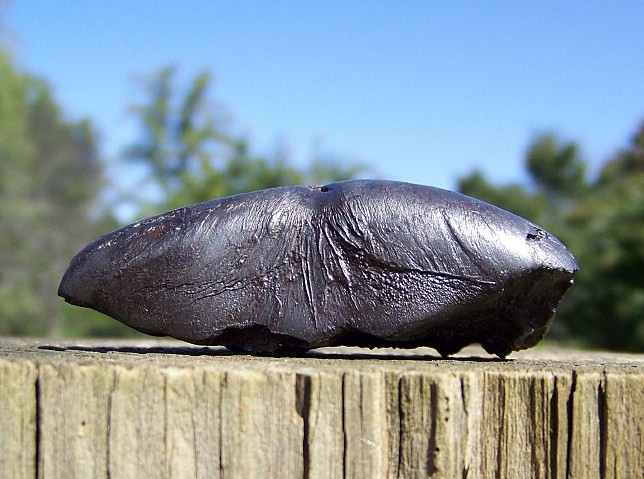
فردگرا
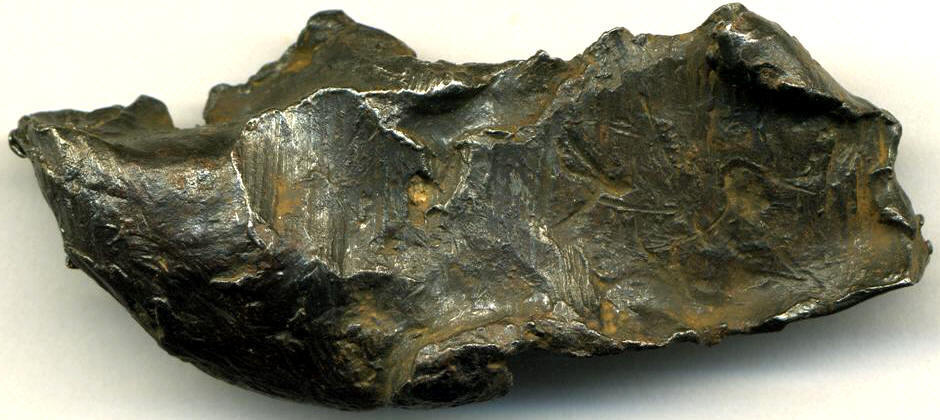
نمونه ترکش
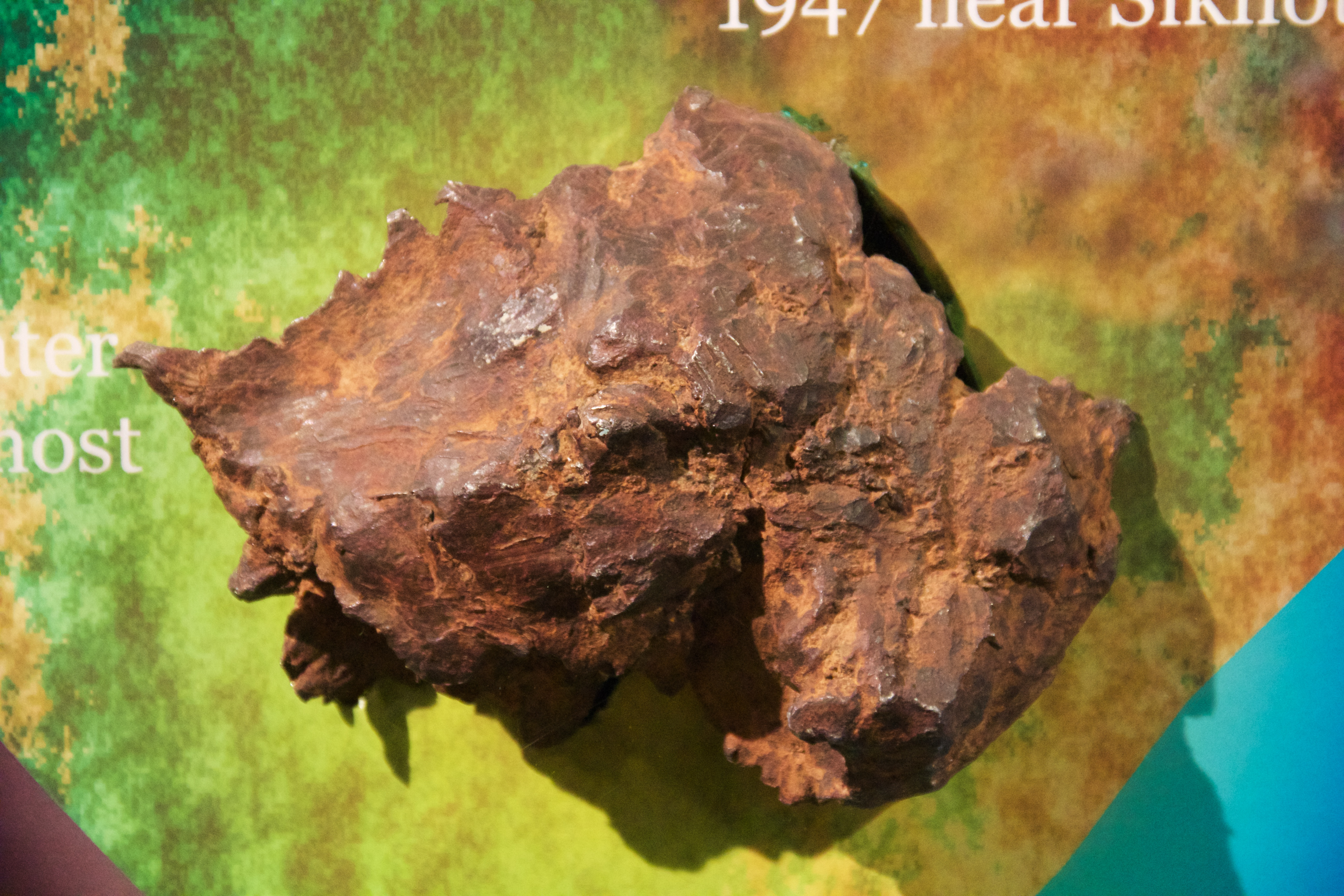
قطعه‌ای به نمایش گذاشته شده در دهانه شهاب‌سنگ ، آریزونا